# Psenocerus supernotatus
Psenocerus supernotatus là một loài bọ cánh cứng trong họ Cerambycidae.